# 何塞·穆希卡
何塞·阿尔韦托·“佩佩”·穆希卡·科尔达诺（1935年5月20日—2025年5月13日），乌拉圭農民、政治家、革命家，2010年—2015年擔任該國第40任总统。卸任總統後，其妻露西婭·托波蘭斯基於2017年—2020年擔任烏拉圭副總統，所以他也曾是烏拉圭第二先生。
穆希卡早年為左翼城市游击队「民族解放運動—圖帕馬羅斯」成員，1970年代—1980年代被軍事獨裁政權逮捕入獄，並遭受酷刑及長達14年的監禁。此後他隸屬左翼政黨聯盟「廣泛陣線」，曾於2005年至2008年出任畜牧、農業與漁業部長，隨後擔任參議員。2009年，他以廣泛陣線候選人身分參加總統選舉並勝出，於2010年3月1日正式就任總統。
穆希卡因簡樸的生活方式而被媒體稱為「全世界最窮的總統」，他每月約12000美元的薪資中，有九成捐作慈善用途，用於支持貧困人口與小型創業者。穆希卡亦直言批判資本主義對物質囤積的追求，認為此類追求無法帶來真正的幸福。其哲學性言論與人生觀廣受媒體與記者關注與讚譽。英國《泰晤士高等教育》曾於2015年以「哲學家總統」形容穆希卡，藉此呼應柏拉圖所提出的「哲学王」理念。

## 簡歷
1935年5月20日，穆希卡出生于乌拉圭首都蒙得维的亚附近的一个小镇。1960年代至1970年代，穆希卡加入左翼城市游击队“民族解放运动—图帕马罗斯”与当时的獨裁军政府对抗，并曾被捕在监狱服刑12年。1985年，乌拉圭恢复民主后，穆希卡获释。1995年，穆希卡当选乌拉圭众议院议员。

## 總統
2009年11月29日，74歲的穆希卡作為執政聯盟廣泛陣線的總統候選人參與第二輪總統選舉，最終以52.6%的得票率當選為新一任烏拉圭總統。
出身农民家庭的穆希卡在2009年被廣泛陣線公推出選總統時，曾婉拒說“要我當總統簡直就和教豬吹口哨一樣困難”，卻以高票當選。
2010年3月1日，穆希卡就任總統後，拒絕入住政府提供的總統府邸，選擇與妻子居於首都一幢農舍中，因為他說：「那比蹲過14年的牢房大太多」。儘管已婚多年，但穆希卡與妻子並沒有子女，平日也只有兩名警員及一頭三腳寵物犬看守自宅，他更拒絕了隨行和防彈轎車接送，自己每天開著車齡25年的金龜車上下班。這位異類總統週末還會整理菜園，帶愛犬出門蹓跶看球賽，他擔任國會議員的妻子說早已見怪不怪。
而且他上任後宣佈，把月薪的9成捐給慈善用途，遊民救助基金。自己則與妻子僅住在殘破的農舍之內。他不帶保安不打領帶，身上找不1件名牌精品。他的身家也只有21.5萬美元，2012年申報的財產令人難以置信：首都郊區1棟舊農舍和兩塊農地、兩輛1987年的福斯金龜車、2輛拖拉機，加上銀行不到20萬美元的存款。
此事在網上及媒體之間幾經流傳，為他換來震耳欲聾的掌聲。西班牙媒體稱他是『全球最窮總統』，但他也是「拉丁美洲最受歡迎的總統」。他說：「剩下的夠我用了，如果有這麼多同胞連這數目都賺不到，我怎能說不夠呢？」他將來還要把部分退休金捐出。對於自己被稱為「全球最窮總統」，穆希卡回應「我不窮，說我窮的人才是真窮。說我只有幾樣東西也沒錯，但儉樸卻使我覺得非常富足。」
他的清廉，使得進出講排場的拉美政客汗顏。清貧生活為他帶來極佳的國際形象，然而穆希卡解釋，稱他為「窮人」是源於大家錯誤地理解財富，「我並不是『最窮』總統，『最窮』是那些需要很多錢去過活的人」、「我的歷史孕育了我。有一陣子我只有1張床墊已經非常快樂」。
2013年，經濟學人選出之年度代表國為烏拉圭的主要原因之一，也是因為穆希卡身為總統卻維持平民作風，經濟學人稱他「謙虛而率直、熱愛自由又有趣」。
2015年3月1日，79歲的烏拉圭總統穆希卡卸任，27日當他在國內發表告別演說時，不僅吸引數千人到場送別，還有不少民眾激動落淚。继任者塔瓦雷·巴斯克斯宣誓就职。
2020年10月20日，穆希卡以2019冠状病毒大流行和自身患有慢性免疫系统疾病为由，宣布辞去参议院议席，并退出政治生涯。他在参议院宣布辞职时说：「生活中的成功不是胜利，而是每一次跌倒都要重新站起来」。同日，乌拉圭前总统胡利奥·玛丽亚·桑吉内蒂也向参议院提出辞职。

## 逝世
2024年4月，穆希卡宣布自己在一次健康檢查中被診斷出罹患食道癌，並指出其病情因原有的自體免疫疾病而更加惡化 。儘管健康狀況不佳，穆希卡仍參與2024年烏拉圭總統大選，為廣泛陣線候選人亚曼杜·奥尔西的成功競選提供助力；他後來形容奧爾西的當選是「一份告別的禮物」。2025年1月，穆希卡在接受《Búsqueda》週報訪問時透露，癌細胞已轉移至肝臟，自認時日無多，並表示決定不再接受後續治療。
2025年5月12日，其妻露西婭·托波蘭斯基表示穆希卡已進入末期病況，並接受安寧療護。穆希卡於翌日（5月13日）逝世，享壽89歲，距其90歲生日僅一週。逝世地點位於其位於蒙得維的亞郊區林孔德爾塞羅的農莊。死訊由總統亞曼杜·奧爾西對外宣布。
多位國家元首與政府領袖對穆希卡的逝世表達哀悼，包括智利總統加夫列尔·博里奇、哥倫比亞總統古斯塔沃·佩特罗、墨西哥總統克劳迪娅·欣鲍姆以及西班牙首相佩德羅·桑切斯。前阿根廷總統克里斯蒂娜·费尔南德斯·德基什内尔與前玻利維亞總統埃沃·莫拉莱斯亦發表悼念聲明。烏拉圭政府宣布全國哀悼三日，並將於5月14日舉行國葬，包括告別儀式與送葬行列。

## 外部連結
- 何塞·穆希卡在互联网电影资料库（IMDb）上的資料（英文）
- José Pepe Mujica: Biography of the Former President

| 前任： 塔瓦雷·巴斯克斯 | 乌拉圭总统 2010-2015 | 繼任： 塔瓦雷·巴斯克斯 |